# تدرج إدواردس
تدرج إدواردس (نسبةً إلى عالم الحيوان الفرنسي ألفونس ميلن إدواردس) أو تدرج فيتنامي (الاسم العلمي Lophura edwardsi)، طائر من الدجاجيات وفصيلة التدرجية ويتبع جنس ترار. موطنه الغابات المطيرة في فيتنام. يرواح طوله من 58 إلى 65 سم. وهو معرض لخطر الأنقراض بسبب إزالة الغابات والصيد واستخدام نازع ورق الشجر (من قبل أمريكا) في حرب فيتنام.

## روابط خارجية
- BirdLife Species Factsheet.